# Équipe de Yougoslavie olympique de football
Maillots
L'Équipe de Yougoslavie olympique de football a représenté la Yougoslavie dans les compétitions de football des Jeux olympiques d'été.

## Parcours lors des Jeux olympiques
Depuis les Jeux olympiques d'été de 1992, le tournoi est joué par des joueurs de moins de 23 ans.
Les Jeux olympiques d'été de 1960 marquent le moment où la FIFA ne considère plus les matchs comme officiellement joués par les sélections A.
Avant les Jeux olympiques d'été de 1984, seuls les footballeurs amateurs peuvent participer. De fait, certaines sélections alignaient des équipes très similaires à leur équipe A, dès lors que leurs joueurs étaient considérés comme amateurs, c'est le cas de la Yougoslavie.
| Football aux Jeux olympiques | Football aux Jeux olympiques | Football aux Jeux olympiques | Football aux Jeux olympiques | Football aux Jeux olympiques | Football aux Jeux olympiques | Football aux Jeux olympiques | Football aux Jeux olympiques | Football aux Jeux olympiques |
| Année                        | Tour                         | Classement                   | J                            | G                            | N                            | P                            | Bp                           | Bc                           |
| ---------------------------- | ---------------------------- | ---------------------------- | ---------------------------- | ---------------------------- | ---------------------------- | ---------------------------- | ---------------------------- | ---------------------------- |
| 1920                         | 1er tour                     | -                            | -                            | -                            | -                            | -                            | -                            | -                            |
| 1924                         | Tour préliminaire            | -                            | -                            | -                            | -                            | -                            | -                            | -                            |
| 1928                         | Tour préliminaire            | -                            | -                            | -                            | -                            | -                            | -                            | -                            |
| 1932                         | Pas de tournoi               | -                            | -                            | -                            | -                            | -                            | -                            | -                            |
| 1936                         | Non inscrite                 | -                            | -                            | -                            | -                            | -                            | -                            | -                            |
| 1948                         | Finaliste                    | 2                            | -                            | -                            | -                            | -                            | -                            | -                            |
| 1952                         | Finaliste                    | 2                            | -                            | -                            | -                            | -                            | -                            | -                            |
| 1956                         | Finaliste                    | 2                            | -                            | -                            | -                            | -                            | -                            | -                            |
| 1960                         | Vainqueur                    | 1                            | -                            | -                            | -                            | -                            | -                            | -                            |
| 1964                         | Quart de finale              | 5                            | -                            | -                            | -                            | -                            | -                            | -                            |
| 1968                         | Non qualifiée                | -                            | -                            | -                            | -                            | -                            | -                            | -                            |
| 1972                         | Non qualifiée                | -                            | -                            | -                            | -                            | -                            | -                            | -                            |
| 1976                         | Non qualifiée                | -                            | -                            | -                            | -                            | -                            | -                            | -                            |
| 1980                         | Demi-finale                  | 4                            | -                            | -                            | -                            | -                            | -                            | -                            |
| 1984                         | Troisième                    | 3                            | -                            | -                            | -                            | -                            | -                            | -                            |
| 1988                         | 1er tour                     | -                            | -                            | -                            | -                            | -                            | -                            | -                            |
| 1992                         | Non qualifiée                | -                            | -                            | -                            | -                            | -                            | -                            | -                            |
| 1996                         | Non qualifiée                | -                            | -                            | -                            | -                            | -                            | -                            | -                            |
| 2000                         | Non qualifiée                | -                            | -                            | -                            | -                            | -                            | -                            | -                            |
| Total                        | 11/19                        | 5 médailles                  |                              |                              |                              |                              |                              |                              |